# Edward Hein
Edward Ferdynand Hein (ur. 2 marca 1868 w Stanisławowie, zm. 18 stycznia 1928 w Gnieźnie) – tytularny generał brygady Wojska Polskiego.

## Życiorys
Urodził się w rodzinie Ferdynanda i Antoniny z Gadomskich. Ukończył gimnazjum w Stanisławowie i Wydział Lekarski Uniwersytetu Jagiellońskiego. W armii austriackiej od 1895 roku. Początkowo służy w Szpitalu Garnizonowym w Krakowie, następnie służy w jednostkach polowych jako lekarz. Wziął udział w mobilizacji przeprowadzonej w latach 1912–1913 w związku z wojną na Bałkanach oraz I wojnie światowej. W latach 1914–1918 był lekarzem Pułku Dragonów Nr 8. W czasie służby w c. i k. armii awansował kolejno na stopień: lekarza pułku (niem. Regimentsarzt) – 1 maja 1898, lekarza sztabowego (niem. Stabsarzt) – 1 maja 1914 roku, starszego lekarza sztabowego 2. klasy (niem. Oberstabsartzt 2. Klasse) – 1 listopada 1917 roku.
W Wojsku Polskim od 1 lutego 1919 roku był komendantem Szpitala Zapasowego w Wadowicach. 24 czerwca 1920 roku został zatwierdzony z dniem 1 kwietnia 1920 roku w stopniu podpułkownika, w korpusie lekarskim, w grupie oficerów byłej armii austro-węgierskiej. W 1921 roku został kierownikiem Rejonu Sanitarnego Gniezno, pozostając oficerem nadetatowym 7 batalionu sanitarnego w Poznaniu. 3 maja 1922 roku został zweryfikowany w stopniu pułkownika starszeństwem z dniem 1 czerwca 1919 roku i 51. lokatą w korpusie oficerów sanitarnych, grupa lekarzy, a jego oddziałem macierzystym była Kompania Zapasowa Sanitarna Nr 4. W kwietniu 1924 roku został przydzielony do Szefostwa Sanitarnego Okręgu Korpusu Nr VII w Poznaniu na stanowisko kierownika Wydziału Superrewizyjno-Inwalidzkiego. 16 marca 1925 roku Prezydent RP Stanisław Wojciechowski nadał mu z dniem 31 maja 1925 roku stopień generała brygady, wyłącznie z prawem do tytułu. Z dniem 31 maja 1925 roku został przeniesiony w stan spoczynku. Zamieszkał w Krakowie, gdzie pracował jako lekarz Kasy Chorych. Zmarł 18 stycznia 1928 roku w Gnieźnie. Został pochowany na cmentarzu św. Piotra i Pawła w Gnieźnie. 
Edward Hein był żonaty z Emmą z Schaefferów, z którą miał córki: Emanuelę (ur. 1916) i Małgorzatę (ur. 1918).

## Ordery i odznaczenia
- Krzyż Kawalerski Orderu Franciszka Józefa z dekoracją wojenną
- Signum Laudis Brązowy Medal Zasługi Wojskowej na wstążce Krzyża Zasługi Wojskowej
- Złoty Krzyż Zasługi Cywilnej z Koroną[12]
- Brązowy Medal Jubileuszowy Pamiątkowy dla Sił Zbrojnych i Żandarmerii[12]
- Krzyż Jubileuszowy Wojskowy[12]
- Krzyż Pamiątkowy Mobilizacji 1912–1913[12]